# Moara cu motor din Corbu
Moara cu motor este o moară amplasată pe str. Morii, 9 în Corbu, raionul Dondușeni, Republica Moldova. Este un monument arhitectural de importanță națională inclus în Registrul monumentelor Republicii Moldova ocrotite de stat cu nr. 391.3 (raionul Dondușeni). Datează de la înc. sec. XX.